# Политика на Ангола
Ангола е президентска република. Президента е едновременно държавен глава и ръководител на правителството. Изпълнителната власт принадлежи на парламента, а законодателната на правителството и парламента. Ангола преминава от еднопартийна Марксиско - Лениниска система към многопартийна система през 1992 година. Президентът душ Сантуш печели на първия тур на президентските избори през 1992 година с 49%, но до втори тур не се стига, защото упонента му от основната опозиционна партия Националният съюз за пълна независимост на Ангола (UNITA) Йонаш Савимби се отказва от надпреварата.
Продължилата 26 години гражданска война съсипва държавните политически и социални институции. ООН оценява броя на бежанците на над 1 800 000 души, докато в Ангола се смята, че те са над 4 млн. Болниците са без лекарства, а училищата без учебници. Държавните служители се нуждаят от ежедневни доставки на материали, за да работят.

## Законодателна власт
Парламента на Ангола се състои от 220 народни представители: 130 се избират пропорционално, 90 от всяка провинция на Ангола. Последните парламентарни избори се провеждат на 5 и 6 септември 2008 година.

## Избори

### Парламентарни избори от 1992 г.
| Партия | Гласоподаватели | % от гласоподавателите | Места |
| --- | --------------- | ---------------------- | ----- |
| Народно движение за освобождение на Ангола - Партия на труда (Movimento Popular de Libertação de Angola)                             | 2 124 126       | 53.74                  | 129   |
| Националният съюз за пълна независимост на Ангола (União Nacional para a Independência Total de Angola)                              | 1 347 636       | 34.10                  | 70    |
| Национален фронт за освобождение на Ангола (Frente Nacional de Libertação de Angola)                                                 | 94 742          | 2.40                   | 5     |
| Либерално демократическа партия (Partido Liberal Democrático)                                                                        | 94 269          | 2.39                   | 3     |
| Социална партия за подновяване (Partido Renovador Social)                                                                            | 89 875          | 2.27                   | 6     |
| Демократическа партия за подновяване (Partido Renovador Democrático)                                                                 | 35 293          | 0.89                   | 1     |
| Демократически алианс (AD-Coligação)                                                                                                 | 34 166          | 0.86                   | 1     |
| Социал демократическа партия (Partido Social-Democrata)                                                                              | 33 088          | 0.84                   | 1     |
| Партия на алианса на младежите, работещите и фермерите на Ангола (Partido da Aliança da Juventude, Operários e Campesinos de Angola) | 13 924          | 0.35                   | 1     |
| Анголски демократически форум (Fórum Democrático Angolano)                                                                           | 12 038          | 0.30                   | 1     |
| Анголски национален алианс (Partido Democrático para Progreso/Aliança Nacional Angolano)                                             | 10 620          | 0.27                   | 1     |
| Анголска национал-демократическа партия (Partido Nacional Democrático Angolano)                                                      | 10 281          | 0.26                   | 1     |
| Национал-демократически съюз за Ангола (Convenção Nacional Democrática de Angola)                                                    | 10 237          | 0.26                   | -     |
| Социалдемократическа партия на Ангола (Partido Social Democratico de Angola)                                                         | 10 217          | 0.26                   | -     |
| Независима анголска партия (Partido Angolano Independente)                                                                           | 9007            | 0.23                   | -     |
| Либерал-демократическа партия на Ангола (Partido Democrático Liberal de Angola)                                                      | 8025            | 0.20                   | -     |
| Демократическа партия на Ангола (Partido Democrático de Angola)                                                                      | 8014            | 0.20                   | -     |
| Анголска партия за промяна (Partido Renovador Angolano)                                                                              | 6719            | 0.17                   | -     |
| Общо | 3 952 277       | 100.00                 | 220   |

### Президентски избори от 1992 г.
| Кандидат | Гласоподаватели | % от гласоподавателите |
| --- | --------------- | ---------------------- |
| Жозе Едуардо душ Сантуш - Национално движение за освобождение на Ангола                                                  | 1 953 335       | 49.57                  |
| Йонаш Савимби - Националният съюз за абсолютна независимост на Ангола                                                    | 1 579 298       | 40.07                  |
| Антонио Алберто Нето - Демократическа партия на Ангола                                                                   | 85 249          | 2.16                   |
| Олден Роберто - Национален фронт за освобождение на Ангола                                                               | 83 135          | 2.11                   |
| Други | 239 866         | 6.09                   |
| Общо | 3 940 883       | 100.00                 |
| Източник: African Elections Database, Sellström, Tor. Sweden and National Liberation in Southern Africa, 1999. стр. 120. |                 |                        |